# Luigi De Laurentiis
Luigi De Laurentiis (Torre Annunziata, 16 de febrer de 1917 - Roma, 31 de març de 1992) va ser un productor de cinema italià.

## Biografia
Luigi De Laurentiis era germà del productor Dino De Laurentiis i pare del productor Aurelio De Laurentiis. Després de llicenciar-se en dret, es va dedicar relativament tard al cinema, als vint-i-nou anys, quan el 1946 va ajudar el seu germà petit Dino en la producció d'una obra mestra del naixent neorealisme: Il bandito d' Alberto Lattuada.
Va ser el director de producció de The Nights of Cabiria (1957), de Federico Fellini , guanyador de l'Oscar a la millor pel·lícula estrangera el 1958. Als anys seixanta i setanta Luigi De Laurentiis va ensenyar la producció cinematogràfica a l' Institut Estatal Professional de Cinematografia i Televisió, més tard titulat "Roberto Rossellini".
Des d'aleshores, després d'un breu interludi amb els seus compatriotes Eduardo De Filippo i Totò, va treballar durant vint anys al costat de Dino fins al trasllat d'aquest als Estats Units ; a partir de 1975, amb la creació de Filmauro, va unir forces amb el seu fill Aurelio.

## Filmografia
- Il paese dei campanelli, dirigida per Jean Boyer (1954)
- Una matta, matta, matta corsa in Russia, dirigida per Franco Prosperi, El'dar Rjazanov (1973)
- Paolo Barca, maestro elementare, praticamente nudista, dirigida per Flavio Mogherini (1975)
- Io ho paura, dirigida per Damiano Damiani (1977)
- Un borghese piccolo piccolo, dirigida per Mario Monicelli (1977)
- La mazzetta, dirigida per Sergio Corbucci (1978)
- Qua la mano, dirigida per Pasquale Festa Campanile (1980)
- Culo e camicia, dirigida per Pasquale Festa Campanile (1981)
- Nessuno è perfetto, dirigida per Pasquale Festa Campanile (1981)
- Camera d'albergo, dirigida per Mario Monicelli (1981)
- Amici miei - Atto IIº, dirigida per Mario Monicelli (1982)
- Testa o croce, dirigida per Nanni Loy (1982)
- Vacanze di Natale, dirigida per Carlo Vanzina (1983)
- Il petomane, dirigida per Pasquale Festa Campanile (1983)
- Bertoldo, Bertoldino e Cacasenno, dirigida per Mario Monicelli (1984)
- Amici miei - Atto IIIº, dirigida per Nanni Loy (1985)
- Maccheroni, dirigida per Ettore Scola (1985)
- Yuppies - I giovani di successo, dirigida per Carlo Vanzina (1986)
- Yuppies 2, dirigida per Enrico Oldoini (1986)
- Montecarlo Gran Casinò, dirigida per Carlo Vanzina (1987)
- Vacanze di Natale '90, dirigida per Enrico Oldoini (1990)
- Vacanze di Natale '91, dirigida per Enrico Oldoini (1991)
- Donne con le gonne, dirigida per Francesco Nuti (1991)
- Anni 90, dirigida per Enrico Oldoini (1992)
- Sognando la California, dirigida per Carlo Vanzina (1992)

## Premi Luigi De Laurentiis
Des de 1999, un premi porta el seu nom a la Mostra de Venècia. Igualment anomenat Lleó del futur, recompensa el millor primer film entre totes les seccions del festival.